# Cheboygan (Michigan)
Cheboygan település az Amerikai Egyesült Államok Michigan államában, Cheboygan megyében, melynek megyeszékhelye is. Lakosainak száma 4770 fő (2020. április 1.).

## Népesség
A település népességének változása:

| 2010 | 4 867 |
| 2020 | 4 770 |